# Râul Albac, Hârtibaciu
Râul Albac este un curs de apă, afluent al râului Hârtibaciu. 